# Ulica Jasnogórska w Krakowie
Ulica Jasnogórska – ulica w Krakowie na terenie dzielnicy IV Prądnik Biały. Jej całkowita długość wynosi 3,1 km. Jest trasą wylotową z Krakowa w stronę Olkusza i Dąbrowy Górniczej. Dawniej była częścią drogi krajowej nr 94. Do 1991 roku ulica nosiła imię Jurija Gagarina.

## Przebieg
Ulica Jasnogórska stanowi łącznik pomiędzy III a IV obwodnicą Krakowa. Swój bieg rozpoczyna od tunelu pod Rondem Ofiar Katynia. W okolicy Galerii Bronowice przebiega estakadą nad rondem z ulicą Stawową. Dalej prowadzi na północ aż do granic administracyjnych miasta w stronę północnej obwodnicy Krakowa. Łączy się z ul. Częstochowską w Modlnicy tuż przy Tenczyńskim Parku Krajobrazowym.